# Vicenç Mateu Zamora
Vicenç Mateu Zamora (Las Escaldas-Engordany, Andorra, 3 de diciembre de 1961) es un político, diplomático, profesor, filósofo y administrador de empresas andorrano.

## Biografía
Nacido en la parroquia andorrana de Las Escaldas-Engordany, el día 3 de diciembre de 1961.
Realizó primaria y secundaria en el Col·legi Sant Ermengol de la capital. Posteriormente obtuvo un Doctorado en Filosofía e hizo un Máster en Administración y dirección de empresas por la Universidad de Barcelona (UB).
Tras finalizar sus estudios superiores, comenzó a trabajar como profesor de filosofía en el colegio donde estudió y en la Universidad Nacional de Educación a Distancia (UNED).
Ya en los años 90 inició su trayectoria en el sector público, como secretario general técnico del Ministerio de Educación, Cultura y Juventud.
Entró en el mundo de la política siendo miembro fundador de Iniciativa Democrática Nacional (IDN), partido del cual fue cabeza de lista en las elecciones de 1993 y 1996, convirtiéndose en consejero general de Andorra durante dos legislaturas seguidas (1994-1997 y 1997-2001).
En los años 2000 pasó a ser embajador del Principado de Andorra en la República Francesa y en el Reino de España, así como Delegado de Andorra ante la Organización de las Naciones Unidas para la Educación, la Ciencia y la Cultura (UNESCO) en la ciudad de París.
Tras presentarse en las listas para las Elecciones parlamentarias de Andorra de 2011 celebradas el 3 de abril, fue elegido como nuevo Síndic general (o Síndico General) de les Valls d'Andorra, que es el presidente del Consejo General de Andorra (Parlamento Nacional).
Ha sido reelegido en este cargo, el día 23 de marzo de 2015. Su sucesora es Roser Suñé Pascuet. 
Actualmente pertenece al partido político, Demócratas por Andorra (DA), que es liderado por el Jefe del Gobierno, Xavier Espot Zamora.